# ピロ亜硫酸ナトリウム
ピロ亜硫酸ナトリウム（ピロありゅうさんナトリウム、英: sodium metabisulfite）は、化学式Na2S2O5で表される無機化合物。二亜硫酸ナトリウムやメタ重亜硫酸ナトリウムとも呼ばれる。還元性があり、食品用漂白剤やワインの酸化防止剤、化粧品原料などに使用される。アレルギーを起こすことがある。

## 性質
亜硫酸水素ナトリウムの脱水反応、または亜硫酸ナトリウムに二酸化硫黄を加えることにより生成する。
{\displaystyle {\ce {2NaHSO3 -> H2O + Na2S2O5}}}
{\displaystyle {\ce {Na2SO_3 + SO2 -> Na2S2O5}}}
加水分解により亜硫酸水素ナトリウムを生じる。
{\displaystyle {\ce {Na2S2O5 + H2O <=> 2NaHSO3}}}
加熱による分解では亜硫酸ナトリウムと二酸化硫黄を生じる。
{\displaystyle {\ce {Na2S2O5->[{\Delta }]Na2SO3{}+SO2}}}

## 用途
他の亜硫酸塩と同様にかんぴょうやコンニャク、干しブドウ以外の乾燥果実、煮豆などの漂白に用いられる。ワインには酸化防止剤として添加される。食品用途以外ではヘアカラーリング剤の酸化防止剤、サリチル酸製剤等の変色防止剤、各種化粧品原料として使用される。
アナフィラキシーをきたした場合の治療薬である、すべてのアドレナリン製剤（エピペンなど）にも含まれているが、ピロ亜硫酸ナトリウムによるアナフィラキシー時の使用は、利益の方が上回ると考えられる。

## 安全性
ラットに経口投与した場合の半数致死量（LD50）は1131~2480mg/kgのデータがある。皮膚や目、呼吸器に対する刺激性があり、摂取により喘息やアレルギー反応を起こすことがある。水生生物に対する毒性がある。還元剤であり、酸化剤や強酸と反応する。
接触アレルギーでは、183名の5.5%の人にピロ亜硫酸ナトリウムの陽性反応があり、ほとんどの場合、亜硫酸ナトリウムにも反応を示すため、アレルギーが判明した場合これらを含めた亜硫酸ナトリウム全体を避けることを医師は告げる必要がある。